# ABC中文
ABC中文是澳大利亚广播公司（Australian Broadcasting Corporation，ABC）旗下的中文新闻服务。它以简体中文和汉语国语报道澳大利亚和亚太地区的重大事件。ABC中文和澳广旗下所有内容均由澳大利亚纳税人出资和管理，免费为澳大利亚人和世界其他地区提供电台、电视、互联网、博客和在线视频流媒体点播服务。
ABC不是澳大利亚政府的官方媒体，报道不以澳大利亚政府的立场说话。它在澳大利亚公众行使对政府的监督权方面至关重要。根据1983年通过的《澳大利亚广播公司法案》，ABC是一个完全独立的公共广播机构，内容不设立场，免于任何政府、政治团体，商业或行业机构的干预。据该法案规定，ABC旗下所有内容不可接受商业广告，澳大利亚政府不得干预ABC报道的独立性，因而深受澳大利亚社会和公众的信赖。
ABC中文的前身，澳洲广播电台自1942年开始以中文普通话和广东话制作节目，是全世界最早推出中文内容的国际媒体之一，已有超过80年的历史。

## 历史

### 澳洲广播电台中文節目
1942年，澳洲广播电台设立中文服务，以中文普通话（国语）向亚洲和太平洋地区提供广播服务。当时，ABC的中文服务隶属于1935年成立的多语言国际广播部门，译名为“来自澳大利亚的声音”（Australia Calling）。该服务的目的是为了在二战时期借助宣传博取国际影响力，内容最初采用法语、荷兰语、德语和西班牙语，随后增加汉语国语、广东话、日语、泰语和印度尼西亚语，并更名为“澳洲广播电台”（Radio Australia）。
1950年，澳大利亚联邦信息部将澳洲广播电台移交给ABC，随后开始在澳大利亚广播公司旗下独立运作。当时，中国只有共产党授权的官方媒体，而澳洲广播电台的短波节目为中国人开启了令一个倾听世界的窗口。澳洲广播电台在中国播出之后受到了强烈欢迎，每年仅从中国就能收到数十万封观众来信。
1993年，在澳洲广播电台对外广播了40多年后，ABC将其国际广播服务扩大到电视领域。该服务由于在四年后面临联邦预算削减的瓶颈而在预算上减少一半，导致粤语、泰语和法语服务被迫关闭，向东南亚和东北亚的短波发射站也被关闭。当时，这些短波发射信号被卖给了基督教传教士，这意味着ABC在中国和印尼的节目必须依靠当地合作电台转播，并且无法独立广播。

### 澳洲佳
2014年，ABC关闭了澳洲广播电台的中文普通话节目，随后启动了“澳洲佳”（Australia Plus）这一带有“软外交”性质的网络平台进军中国。澳洲佳以多语言面向国际地区提供内容服务，其中包括中文内容。
2014年4月17日，澳大利亚广播公司宣布，已和上海文化广播影视集团达成协议，允许ABC在上海设立基地服务器，以代表公司在中国出售电视节目，并参与国际节目的制作工作，其中国媒体伙伴可以在此平台上获得由ABC和其他澳大利亚媒体提供的资讯。
ABC由此将大举进入中国市场，其规模超过任何西方国家媒体， 成为第一个获得中国政府批准在中国大陆境内设置服务器的境外媒体。
但由于澳洲佳的运作包含商业资金，与ABC独立于商业和政府的属性相抵触，导致这一平台自启动开始便遭非议，令外界对澳大利亚佳的编辑独立性产生质疑。三年后，澳洲佳正式关闭。

### ABC中文
2017年初，澳大利亚广播公司开设了ABC中文新闻网站，以简体中文和普通话的形式向澳大利亚华人社区和全球华人提供新闻资讯。该平台的主要关注澳大利亚华人社区和大中华地区的热点时事。
2018年9月3日，澳大利亞廣播公司表示，旗下ABC中文和英文官網與apps被中國大陸以違反法例為由屏蔽至今。根據GreatFire監測，審查網站活動由8月23日開始；當日澳洲政府宣布出於國家安全考慮，禁制華為與中興通訊進入澳洲5G市場。

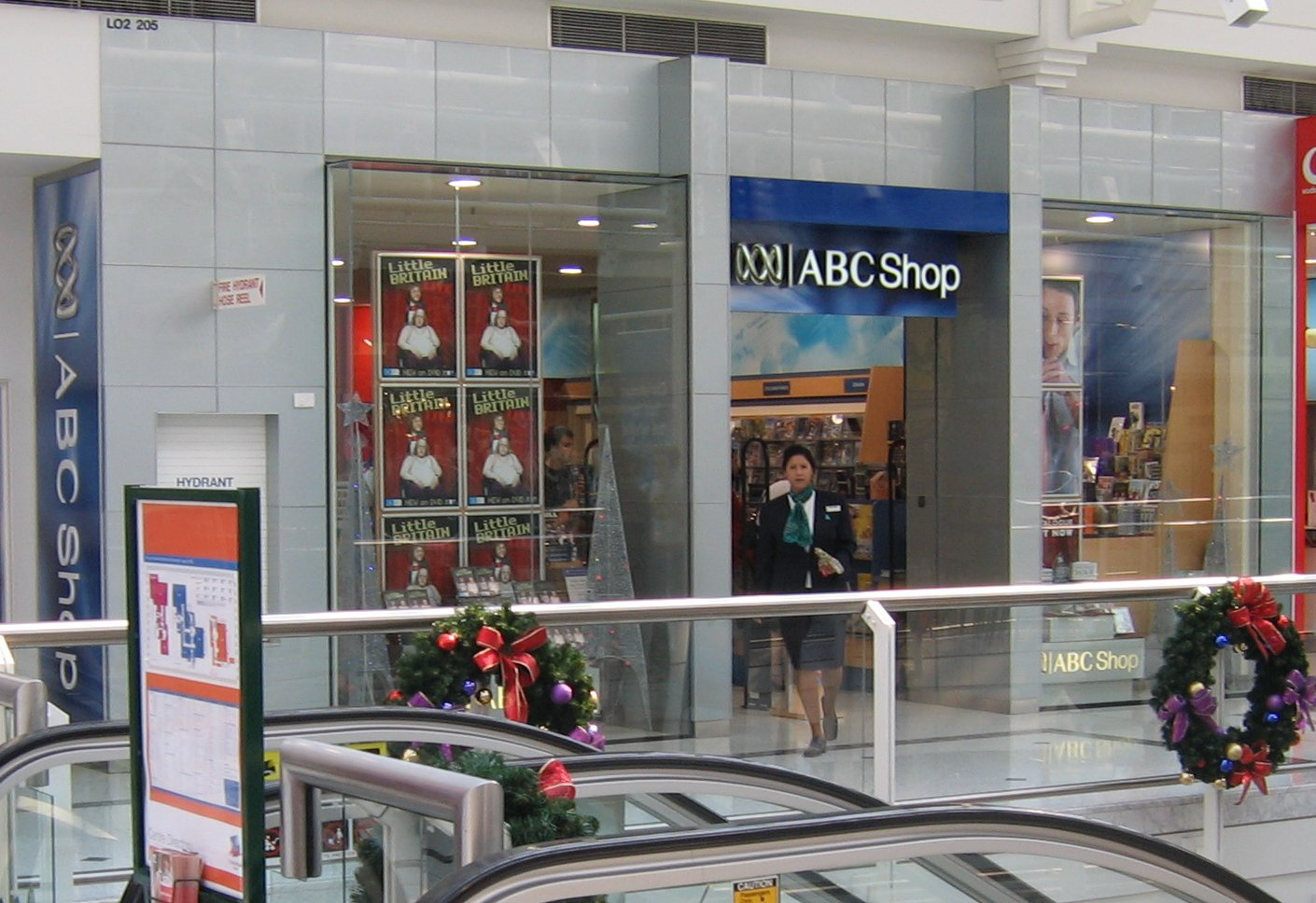
新南威尔士州的ABC Shop

ABC中文现任主编为澳大利亚华裔记者萧邦。